# Den Berm (Mortsel)
Den Berm of korter Berm is een voormalige spoordijk die in Mortsel en het oosten van Wilrijk, aan de zuidrand van de Antwerpse agglomeratie, mede het landschap bepaalt. Hij maakte onderdeel uit van de militaire fortenspoorlijn 27A. Deze spoorlijn is tussen 1873 en 1878 aangelegd en in 1922 opgehoogd. Hij liep van de spoorwegdriehoek Klein Zwitserland naar het einde van de verhoogde berm bij de kruising met spoorlijn 27B, ook bekend als de Slijkhoek, in Wilrijk aan de huidige Lode Craeybeckxtunnel van de (A1) Europese weg 19. Den Berm sluit ook aan bij de Antwerpse fortengordel, en stond in verbinding met Fort 4.
De verhoogde berm wordt onderbroken door verschillende in 1974 afgebroken bruggen zoals de brug in Wilrijk over de (N173) Prins Boudewijnlaan en de bruggen in Mortsel over de Jozef Hermanslei, de (N1) Antwerpsestraat, de Eggestraat en de spoorlijn 25. Bij de laatste twee ging het om bakstenen boogbruggen, de andere drie waren liggerbruggen. In 1923 werd tramlijn 7 via de Antwerpsestraat, onder de in 1922 verhoogde spoorlijn, van Berchem naar de Oude God in Mortsel verlengd. In de Tweede Wereldoorlog, bij het bombardement op Mortsel, werd onder deze bruggen ook geschuild.
Vlak ten zuiden hiervan loopt de R11, ook bekend onder de plaatselijke namen Zwaluwenlaan en Frans van Dunlaan in Wilrijk en Vredebaan, Krijgsbaan, IJzerenweglei en Heirbaan in Mortsel. Op de plaats van het vroegere station Mortsel-Luithagen zijn nog betonnen delen van de oude perrons terug te vinden.

## Kenmerken
De diepe groeven en uitschieters (denk aan de groene zone 'Klein Zwitserland') geven Den Berm met zijn trage wegen een eigen karakter. De harde ondergrond (leem- en kleistructuur) is een broedplaats van landelijk wild (vele vogels zoeken een plaatsje in de kruin van de bomen op de heuvel, ook reptielen zoals de hazelworm werden bij Klein Zwitserland waargenomen).
De Berm wordt verder ook gebruikt als uitgebreid speelterrein van verschillende plaatselijke jeugdverenigingen als chiro en scouting.